# سلاویانی
سلاویانی (به بلغاری: Slavyani) یک منطقهٔ مسکونی در بلغارستان است که در شهرستان لووچ واقع شده‌است.